# Piłka siatkowa na Letnich Igrzyskach Olimpijskich 2024 – turniej plażowy kobiet

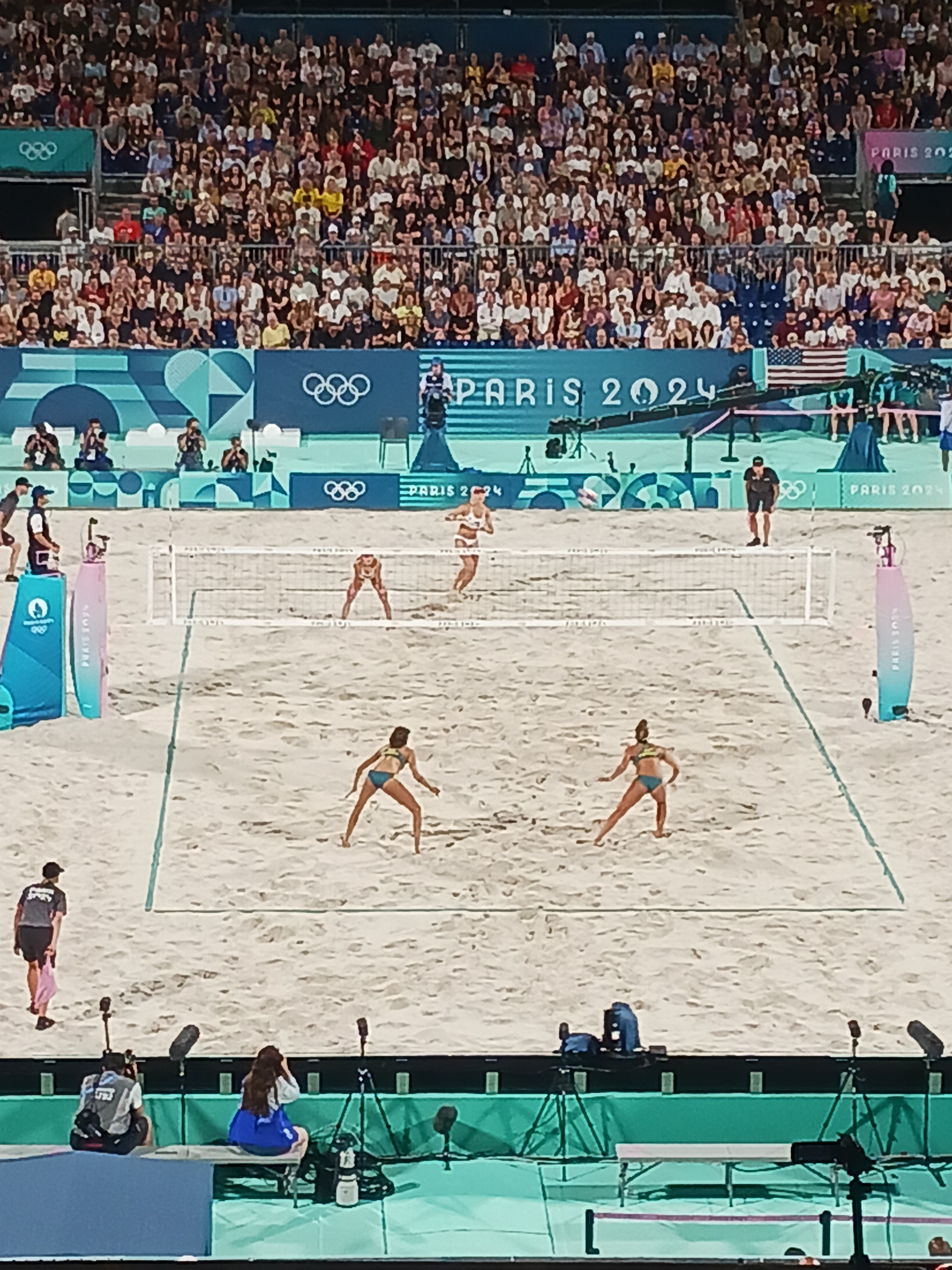
Mecz siatkówki plażowej na Igrzyskach Olimpijskich 2024, 29.07.2024

Turniej olimpijski w piłce siatkowej plażowej kobiet podczas XXXIII Letnich Igrzysk Olimpijskich w Paryżu odbył się w dniach od 27 lipca  do 9 sierpnia 2024. Do rywalizacji przystąpiły 24 drużyny. Zawody odbyły sie na  Eiffel Tower Stadium (Pole Marsowe).

## Uczestnicy
| Sposób kwalifikacji                         | Miejsca | Zakwalifikowani |
| ------------------------------------------- | ------- | --- |
| Gospodarz                                   | 1       | Francja |
| Mistrzostwa świata                          | 1       | Stany Zjednoczone |
| Ranking olimpijski (stan na 9 czerwca 2024) | 17      | Brazylia · Stany Zjednoczone · Kanada · Brazylia · Holandia · Szwajcaria · Łotwa · Chiny · Włochy · Niemcy · Australia · Szwajcaria · Hiszpania · Niemcy · Francja · Litwa · Hiszpania |
| Kwalifikacje europejskie                    | 1       | Czechy |
| Kwalifikacje afrykańskie                    | 1       | Egipt |
| Kwalifikacje azjatyckie                     | 1       | Japonia |
| Kwalifikacje północnoamerykańskie           | 1       | Kanada |
| Kwalifikacje południowoamerykańskie         | 1       | Paragwaj |
| Razem                                       | 24      | |

## Format
24 drużyny zostaną podzielone na sześć grup po cztery drużyny. Po rozegraniu systemem „każdy z każdym” do fazy pucharowej awansują dwie najlepsze drużyny oraz dwie najlepsze drużyny z trzecich miejsc. Pozostałe cztery drużyny, które zajmą trzecie miejsce, zagrają w rundzie „szczęśliwy przegrany”, aby wyłonić dwie ostatnie drużyny kwalifikujące się. Od tego momentu będzie stosowana faza pucharowa.

## Drużyny
| Drużyna                                    | Reprezentacja     |
| ------------------------------------------ | ----------------- |
| Taliqua Clancy – Mariafe Artacho del Solar | Australia         |
| Carolina Solberg Salgado – Bárbara Seixas  | Brazylia          |
| Ana Patrícia Ramos – Eduarda Lisboa        | Brazylia          |
| Melissa Humana-Paredes – Brandie Wilkerson | Kanada            |
| Heather Bansley – Sophie Bukovec           | Kanada            |
| Xia Xinyi – Xue Chen                       | Chiny             |
| Barbora Hermannová – Marie-Sára Štochlová  | Czechy            |
| Marwa Abdelhady – Doaa Elghobashy          | Egipt             |
| Lézana Placette – Alexia Richard           | Francja           |
| Aline Chamereau – Clémence Vieira          | Francja           |
| Laura Ludwig – Louisa Lippmann             | Niemcy            |
| Svenja Müller – Cinja Tillmann             | Niemcy            |
| Valentina Gottardi – Marta Menegatti       | Włochy            |
| Akiko Hasegawa – Miki Ishii                | Japonia           |
| Tīna Graudiņa – Anastasija Kravčenoka      | Łotwa             |
| Monika Paulikienė – Ainė Raupelytė         | Litwa             |
| Katja Stam – Raïsa Schoon                  | Holandia          |
| Giuliana Poletti – Michelle Valiente       | Paragwaj          |
| Esmée Böbner – Zoé Vergé-Dépré             | Szwajcaria        |
| Tanja Hüberli – Nina Brunner               | Szwajcaria        |
| Daniela Álvarez Mendoza – Tania Moreno     | Hiszpania         |
| Liliana Fernández – Paula Soria            | Hiszpania         |
| Sara Hughes – Kelly Cheng                  | Stany Zjednoczone |
| Kristen Nuss – Taryn Kloth                 | Stany Zjednoczone |

## Faza grupowa
Uwaga: W poniższym terminarzu turnieju podano CEST.

### Grupa A
| Lp. | Drużyna                | M | Z | P | Pkt | wyg. | prz. | stos. | zdob. | str. | stos. | Kwalifikacja         |
| --- | ---------------------- | - | - | - | --- | ---- | ---- | ----- | ----- | ---- | ----- | -------------------- |
| 1   | Ana Patricia – Duda    | 3 | 3 | 0 | 6   | 6    | 0    | MAX   | 126   | 85   | 1,482 | 1/8 finału           |
| 2   | Liliana – Paula        | 3 | 1 | 2 | 4   | 3    | 4    | 0,750 | 126   | 117  | 1,077 | 1/8 finału           |
| 3   | Gottardi – Menegatti   | 3 | 2 | 1 | 5   | 4    | 3    | 1,333 | 116   | 131  | 0,885 | Szczęśliwi przegrani |
| 4   | Abdelhady – Elghobashy | 3 | 0 | 3 | 3   | 0    | 6    | 0,000 | 91    | 126  | 0,722 |                      |

### Grupa B
| Lp. | Drużyna           | M | Z | P | Pkt | wyg. | prz. | stos. | zdob. | str. | stos. | Kwalifikacja         |
| --- | ----------------- | - | - | - | --- | ---- | ---- | ----- | ----- | ---- | ----- | -------------------- |
| 1   | Nuss – Kloth      | 3 | 3 | 0 | 6   | 6    | 1    | 6,000 | 135   | 112  | 1,205 | 1/8 finału           |
| 2   | Mariafe – Clancy  | 3 | 1 | 2 | 4   | 4    | 4    | 1,000 | 146   | 137  | 1,066 | 1/8 finału           |
| 3   | Xue – Xia         | 3 | 2 | 1 | 5   | 4    | 3    | 1,333 | 126   | 123  | 1,024 | Szczęśliwi przegrani |
| 4   | Bansley – Bukovec | 3 | 0 | 3 | 3   | 0    | 6    | 0,000 | 91    | 126  | 0,722 |                      |

### Grupa C
| Lp. | Drużyna                | M | Z | P | Pkt | wyg. | prz. | stos. | zdob. | str. | stos. | Kwalifikacja         |
| --- | ---------------------- | - | - | - | --- | ---- | ---- | ----- | ----- | ---- | ----- | -------------------- |
| 1   | Hughes – Cheng         | 3 | 3 | 0 | 6   | 6    | 0    | MAX   | 128   | 100  | 1,280 | 1/8 finału           |
| 2   | Müller – Tillmann      | 3 | 2 | 1 | 5   | 4    | 2    | 2,000 | 120   | 94   | 1,277 | 1/8 finału           |
| 3   | Hermannová – Štochlová | 3 | 0 | 3 | 3   | 1    | 6    | 0,167 | 106   | 140  | 0,757 | Szczęśliwi przegrani |
| 4   | Vieira – Chamereau     | 3 | 1 | 2 | 4   | 2    | 5    | 0,400 | 107   | 127  | 0,843 |                      |

### Grupa D
| Lp. | Drużyna            | M | Z | P | Pkt | wyg. | prz. | stos. | zdob. | str. | stos. | Kwalifikacja         |
| --- | ------------------ | - | - | - | --- | ---- | ---- | ----- | ----- | ---- | ----- | -------------------- |
| 1   | Esmée – Zoé        | 3 | 1 | 2 | 4   | 3    | 4    | 0,750 | 126   | 120  | 1,050 | 1/8 finału           |
| 2   | Tīna – Anastasija  | 3 | 2 | 1 | 5   | 4    | 2    | 2,000 | 114   | 110  | 1,036 | 1/8 finału           |
| 3   | Melissa – Brandie  | 3 | 3 | 0 | 6   | 6    | 2    | 3,000 | 147   | 133  | 1,105 | Szczęśliwi przegrani |
| 4   | Poletti – Michelle | 3 | 0 | 3 | 3   | 1    | 6    | 0,167 | 116   | 140  | 0,829 |                      |

### Grupa E
| Lp. | Drużyna                | M | Z | P | Pkt | wyg. | prz. | stos. | zdob. | str. | stos. | Kwalifikacja         |
| --- | ---------------------- | - | - | - | --- | ---- | ---- | ----- | ----- | ---- | ----- | -------------------- |
| 1   | Carol – Bárbara        | 3 | 3 | 0 | 6   | 6    | 1    | 6,000 | 140   | 113  | 1,239 | 1/8 finału           |
| 2   | Stam – Schoon          | 3 | 2 | 1 | 5   | 5    | 2    | 2,500 | 139   | 122  | 1,139 | 1/8 finału           |
| 3   | Akiko – Ishii          | 3 | 0 | 3 | 3   | 0    | 6    | 0,000 | 79    | 126  | 0,627 | Szczęśliwi przegrani |
| 4   | Paulikienė – Raupelytė | 3 | 1 | 2 | 4   | 2    | 4    | 0,500 | 103   | 100  | 1,030 |                      |

### Grupa F
| Lp. | Drużyna            | M | Z | P | Pkt | wyg. | prz. | stos. | zdob. | str. | stos. | Kwalifikacja         |
| --- | ------------------ | - | - | - | --- | ---- | ---- | ----- | ----- | ---- | ----- | -------------------- |
| 1   | Hüberli – Brunner  | 3 | 1 | 2 | 4   | 2    | 4    | 0,500 | 89    | 118  | 0,754 | 1/8 finału           |
| 2   | Álvarez – Moreno   | 3 | 3 | 0 | 6   | 6    | 0    | MAX   | 126   | 74   | 1,703 | 1/8 finału           |
| 3   | Placette – Richard | 3 | 2 | 1 | 5   | 4    | 2    | 2,000 | 115   | 104  | 1,106 | Szczęśliwi przegrani |
| 4   | Ludwig – Lippmann  | 3 | 0 | 3 | 3   | 0    | 6    | 0,000 | 93    | 127  | 0,732 |                      |

### Szczęśliwi przegrani
| Lp. | Drużyna                | M | Z | P | Pkt | wyg. | prz. | stos. | zdob. | str. | stos. | Kwalifikacja |
| --- | ---------------------- | - | - | - | --- | ---- | ---- | ----- | ----- | ---- | ----- | ------------ |
| 1   | Xue – Xia              | 3 | 1 | 2 | 4   | 3    | 4    | 0,750 | 126   | 117  | 1,077 | 1/8 finału   |
| 2   | Gottardi – Menegatti   | 3 | 1 | 2 | 4   | 4    | 4    | 1,000 | 146   | 137  | 1,066 | 1/8 finału   |
| 3   | Melissa – Brandie      | 3 | 1 | 2 | 4   | 2    | 5    | 0,400 | 107   | 127  | 0,843 | Play-offy    |
| 4   | Akiko – Ishii          | 3 | 1 | 2 | 4   | 3    | 4    | 0,750 | 126   | 120  | 1,050 | Play-offy    |
| 5   | Placette – Richard     | 3 | 1 | 2 | 4   | 2    | 4    | 0,500 | 103   | 100  | 1,030 | Play-offy    |
| 6   | Hermannová – Štochlová | 3 | 1 | 2 | 4   | 2    | 4    | 0,500 | 89    | 118  | 0,754 | Play-offy    |

## Faza pucharowa
|  | 1/8 finału           | 1/8 finału          |                     |   | Ćwierćfinały        | Ćwierćfinały      |            |            | Półfinały | Półfinały |  |  | Finał | Finał |
|  |                      |                     |                     |   |                     |                   |            |            |           |           |  |  |       |       |
|  | 5 sierpnia           |                     |                     |   |                     |                   |            |            |           |           |  |  |       |       |
|  |                      |                     |                     |   |                     |                   |            |            |           |           |  |  |       |       |
|  | Ana Patricia – Duda  | 2                   |                     |   |                     |                   |            |            |           |           |  |  |       |       |
|  | Ana Patricia – Duda  | 2                   | 7 sierpnia          |   |                     |                   |            |            |           |           |  |  |       |       |
|  | Akiko – Ishii        | 0                   |                     |   |                     |                   |            |            |           |           |  |  |       |       |
|  | Akiko – Ishii        | 0                   | Ana Patricia – Duda | 2 |                     |                   |            |            |           |           |  |  |       |       |
|  | 5 sierpnia           |                     | Ana Patricia – Duda | 2 |                     |                   |            |            |           |           |  |  |       |       |
|  |                      | Tīna – Anastasija   | 0                   |   |                     |                   |            |            |           |           |  |  |       |       |
|  | Müller – Tillmann    | Tīna – Anastasija   | 0                   | 1 |                     |                   |            |            |           |           |  |  |       |       |
|  | Müller – Tillmann    |                     | 8 sierpnia          | 1 |                     |                   |            |            |           |           |  |  |       |       |
|  | Tīna – Anastasija    | 2                   |                     |   |                     |                   |            |            |           |           |  |  |       |       |
|  | Tīna – Anastasija    | 2                   | Ana Patricia – Duda | 2 |                     |                   |            |            |           |           |  |  |       |       |
|  | 4 sierpnia           |                     | Ana Patricia – Duda | 2 |                     |                   |            |            |           |           |  |  |       |       |
|  |                      | Mariafe – Clancy    | 1                   |   |                     |                   |            |            |           |           |  |  |       |       |
|  | Carol – Bárbara      | Mariafe – Clancy    | 1                   | 0 |                     |                   |            |            |           |           |  |  |       |       |
|  | Carol – Bárbara      | 6 sierpnia          |                     | 0 |                     |                   |            |            |           |           |  |  |       |       |
|  | Mariafe – Clancy     | 2                   |                     |   |                     |                   |            |            |           |           |  |  |       |       |
|  | Mariafe – Clancy     | 2                   | Mariafe – Clancy    | 2 |                     |                   |            |            |           |           |  |  |       |       |
|  | 4 sierpnia           |                     | Mariafe – Clancy    | 2 |                     |                   |            |            |           |           |  |  |       |       |
|  |                      | Esmée – Zoé         | 1                   |   |                     |                   |            |            |           |           |  |  |       |       |
|  | Xue – X. Y. Xia      | Esmée – Zoé         | 1                   | 0 |                     |                   |            |            |           |           |  |  |       |       |
|  | Xue – X. Y. Xia      |                     | 9 sierpnia          | 0 |                     |                   |            |            |           |           |  |  |       |       |
|  | Esmée – Zoé          | 2                   |                     |   |                     |                   |            |            |           |           |  |  |       |       |
|  | Esmée – Zoé          | 2                   | Ana Patricia – Duda | 2 |                     |                   |            |            |           |           |  |  |       |       |
|  | 4 sierpnia           |                     | Ana Patricia – Duda | 2 |                     |                   |            |            |           |           |  |  |       |       |
|  |                      | Melissa – Brandie   | 1                   |   |                     |                   |            |            |           |           |  |  |       |       |
|  | Hughes – Cheng       | Melissa – Brandie   | 1                   | 2 |                     |                   |            |            |           |           |  |  |       |       |
|  | Hughes – Cheng       | 6 sierpnia          |                     | 2 |                     |                   |            |            |           |           |  |  |       |       |
|  | Gottardi – Menegatti | 1                   |                     |   |                     |                   |            |            |           |           |  |  |       |       |
|  | Gottardi – Menegatti | 1                   | Hughes – Cheng      | 0 |                     |                   |            |            |           |           |  |  |       |       |
|  | 4 sierpnia           |                     | Hughes – Cheng      | 0 |                     |                   |            |            |           |           |  |  |       |       |
|  |                      | Hüberli – Betschart | 2                   |   |                     |                   |            |            |           |           |  |  |       |       |
|  | Liliana – Paula      | Hüberli – Betschart | 2                   | 0 |                     |                   |            |            |           |           |  |  |       |       |
|  | Liliana – Paula      |                     | 8 sierpnia          | 0 |                     |                   |            |            |           |           |  |  |       |       |
|  | Hüberli – Betschart  | 2                   |                     |   |                     |                   |            |            |           |           |  |  |       |       |
|  | Hüberli – Betschart  | 2                   | Hüberli – Betschart | 1 |                     |                   |            |            |           |           |  |  |       |       |
|  | 5 sierpnia           |                     | Hüberli – Betschart | 1 |                     |                   |            |            |           |           |  |  |       |       |
|  |                      | Melissa – Brandie   | 2                   |   | Mecz o 3. miejsce   | Mecz o 3. miejsce |            |            |           |           |  |  |       |       |
|  | Álvarez M – Moreno   | Melissa – Brandie   | 2                   | 2 | Mecz o 3. miejsce   | Mecz o 3. miejsce |            |            |           |           |  |  |       |       |
|  | Álvarez M – Moreno   | 7 sierpnia          | 7 sierpnia          | 2 |                     |                   | 9 sierpnia | 9 sierpnia |           |           |  |  |       |       |
|  | Stam – Schoon        | 7 sierpnia          | 7 sierpnia          | 1 |                     |                   | 9 sierpnia | 9 sierpnia |           |           |  |  |       |       |
|  | Stam – Schoon        | Álvarez M – Moreno  | 0                   | 1 | Mariafe – Clancy    | 0                 |            |            |           |           |  |  |       |       |
|  | 5 sierpnia           | Álvarez M – Moreno  | 0                   |   | Mariafe – Clancy    | 0                 |            |            |           |           |  |  |       |       |
|  |                      | Melissa – Brandie   | 2                   |   | Hüberli – Betschart | 2                 |            |            |           |           |  |  |       |       |
|  | Melissa – Brandie    | Melissa – Brandie   | 2                   | 2 | Hüberli – Betschart | 2                 |            |            |           |           |  |  |       |       |
|  | Melissa – Brandie    |                     |                     | 2 |                     |                   |            |            |           |           |  |  |       |       |
|  | Nuss – Kloth         | 0                   |                     |   |                     |                   |            |            |           |           |  |  |       |       |
|  | Nuss – Kloth         | 0                   |                     |   |                     |                   |            |            |           |           |  |  |       |       |

## Klasyfikacja końcowa
| Miejsce | Reprezentacja        |
| ------- | -------------------- |
| złoto   | Ana Patricia / Duda  |
| srebro  | Mariafe / Taliqua    |
| brąz    | Tanja / Nina         |
| 4.      | Tīna / Anastasija    |
| 5.      | Esmée / Zoé          |
| 5.      | Daniela / Tania      |
| 5.      | Sara / Kelly         |
| 5.      | Melissa / Brandie    |
| 9.      | Carolina / Bárbara   |
| 9.      | Xue / Xinyi          |
| 9.      | Svenja / Cinja       |
| 9.      | Valentina / Marta    |
| 9.      | Akiko / Miki         |
| 9.      | Katja / Raïsa        |
| 9.      | Liliana / Paula      |
| 9.      | Kristen / Taryn      |
| 17.     | Barbora / Marie-Sára |
| 17.     | Lézana / Alexia      |
| 19.     | Heather / Sophie     |
| 19.     | Marwa / Doaa         |
| 19.     | Clémence / Aline     |
| 19.     | Laura / Louisa       |
| 19.     | Monika / Ainė        |
| 19.     | Giuliana / Michelle  |